# 박물관섬 (뮌헨)

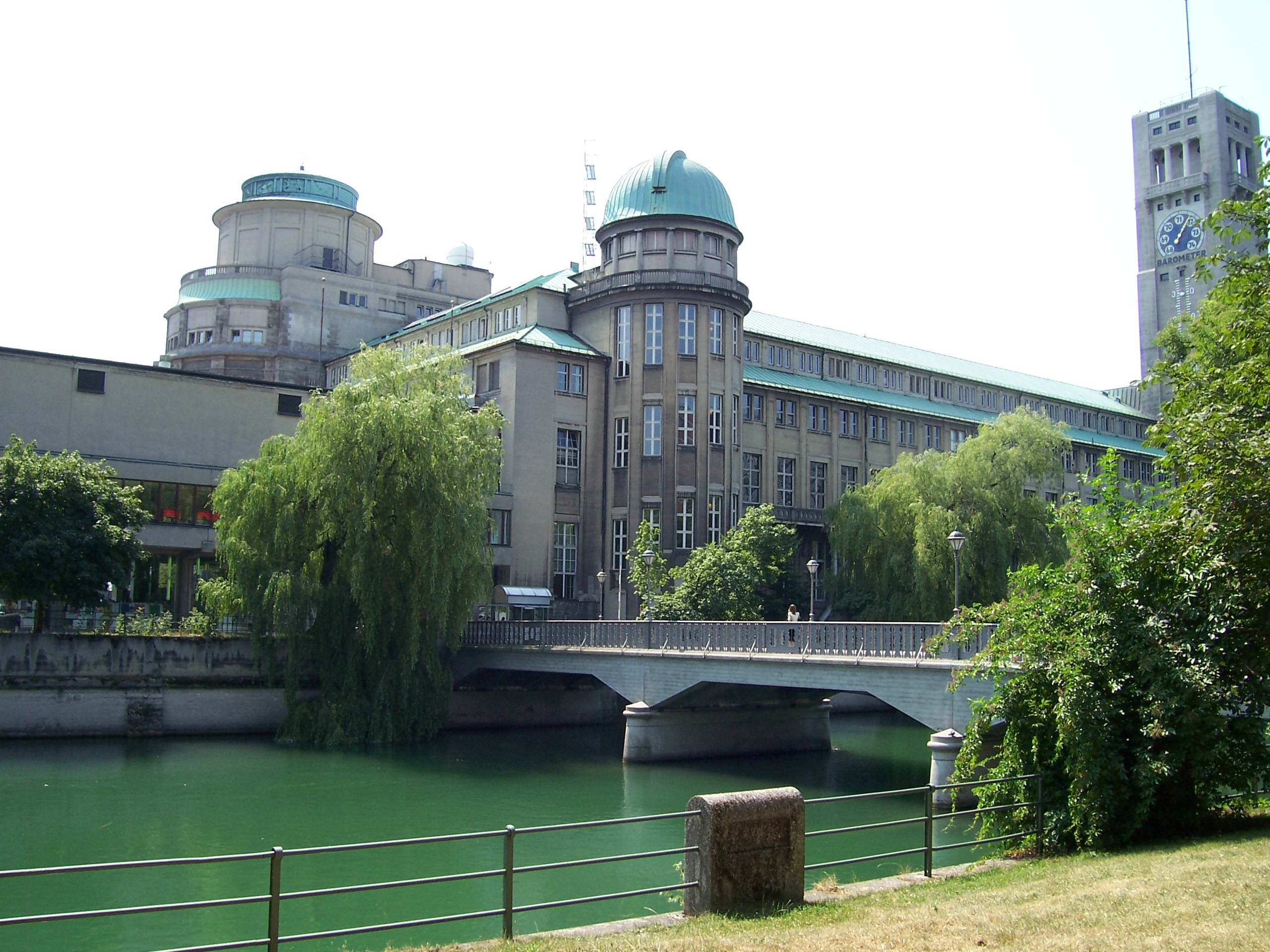
박물관섬

박물관섬(독일어: Museumsinsel)은 독일 뮌헨에 있는 섬이다. 국립 독일 박물관이 위치하고 있다.